# Інтерконектор

Interconnector в системі газопроводів північно-західної Європи

Інтерконектор — газопровід, що проходить між Великою Британією та континентальною Європою. Він перетинає Північне море від газового терміналу в Бактоні до міста Зебрюгге в Бельгії та забезпечує двостороннє транспортування енергоресурсів з Великої Британії («прямий потік») і до неї («зворотний потік»). Будівництво завершено в 1998.

## Економічне значення
Пропускна здатність у напрямку Велика Британія-Бельгія становить 20 млрд м³ природного газу на рік. З жовтня 2007 пропускна здатність для імпорту до Великої Британії становить 25 млрд м³ газу на рік. Крім власне транспорту газу, інтерконектор виконує важливу економічну функцію. Він дозволив Великій Британії вийти на європейський ринок енергоресурсів і самій стати ринком для континентальної Європи.

## Будівництво трубопроводу
Основна частина траси газопроводу була споруджена трубоукладальним судном "Semac-1". Також на мілководній (з глибинами до 15 метрів) ділянці на підходах до Зеєбрюгге працювало трубоукладальне судно "Castoro 2". До підготовки траси залучили землесосний снаряд "Gerardus Mercator".

## Власники
Власниками інтерконнектор є:
- Пенсійний фонд провінції Квебек (33 %)
- ENI (16 %)
- E.ON (15 %)
- ConocoPhillips (10 %)
- Газпром (10 %)
- Fluxys (10 %)
- GDF Suez (5 %)[4]